# 유고슬라브 국민운동
유고슬라브 국민운동(세르보크로아트어: Jugoslavenski narodni pokret / Југословенски народни покрет 유고슬라벤스키 나로드니 포크레트[*])은 디미트리예 료티치가 지도한 유고슬라비아 파시스트 운동이다. 1935년 창당되어 전간기에 독일에게 상당한 재정적 지원을 받았다. 1935년, 1938년 두 차례 총선에 출마했지만 총 득표율이 1%를 넘은 적이 없었다.
1941년 추축국이 유고슬라비아를 공격하고 점령하면서 독일은 밀란 네디치의 괴뢰정권에 유고슬라비아 국민운동 당원 몇 명을 입각시켰다. 세르비아 의용군단(SDK)이 유고슬라비아 국민운동의 당군이었다. 1944년 말, 료티치는 독일군 및 다른 부역자들과 함께 슬로베니아로 후퇴했다. 2월 료티치는 체트니크의 드라자 미하일로비치와 유고슬라비아 파르티잔에 대항하는 동맹을 맺었다. 료티치가 1945년 4월 자동차 사고로 죽자 그 추종자들은 체트니크와 함께 이탈리아로 도망갔다. 서방 연합군은 이들을 잡아다 유고슬라비아로 송환했다. 유고슬라비아 공산주의 정권은 이들을 처형하여 떼무덤에 집단 매장했다.